# UGC 53
UGC 53 es una galaxia espiral intermedia localizada en la constelación de Pegaso.